# Scuola privata
Per scuola privata (può essere scuola paritaria o non paritaria) si intende una scuola non amministrata dallo Stato. Sebbene la gestione non sia di competenza dello Stato, può rilasciare i medesimi titoli della scuola statale, pertanto deve impiegare docenti abilitati e seguire gli stessi programmi della scuola statale, e generalmente hanno totale libertà.

## Nord America

### Stati Uniti
L'educazione privata in Nordamerica copre l'intero campo delle attività educative, dagli asili infantili all'istruzione di terzo livello. Le rette annuali per la categoria K-12 vanno da zero a più di 40 000 dollari.
Negli Stati Uniti i finanziamenti delle scuole private sono generalmente forniti dalle rette degli studenti, dalle donazioni e dalle sovvenzioni da parte di enti religiosi, fondazioni o privati. Il finanziamento pubblico di istituti religiosi è o soggetto a restrizioni o eventualmente proibito, a seconda dell'interpretazione dei giudici del primo emendamento. Al contrario, gli istituti privati non religiosi potrebbero teoricamente ricevere finanziamenti da parte dello Stato, ma preferiscono a questi i vantaggi di un controllo indipendente sull'ammissione degli studenti e sui programmi dei corsi.

## Europa
In Europa il principio del finanziamento pubblico della scuola privata solitamente è legato al principio della libertà di scelta. Con il finanziamento pubblico, l'accesso a una scuola privata è garantito a tutti gli studenti che lo desiderano, anche a quelli che appartengono alle famiglie meno abbienti.
Il finanziamento pubblico della scuola privata è previsto in tutti i paesi europei, con l'eccezione di Italia e Grecia. Di seguito l'organizzazione nei singoli paesi.

### Austria
In Austria l'esistenza delle scuole private è protetta dalla Costituzione, difatti la soppressione delle scuole private fu uno dei primi provvedimenti presi dal nuovo governo nazista dopo l'Anschluss. Il governo finanzia direttamente le scuole private in modo che queste risultino completamente gratuite per gli studenti.

### Belgio
In Belgio non esistono differenze di status giuridico tra scuola statale e scuola privata. Lo Stato finanzia in egual misura tutte le scuole riconosciute. Gli studenti possono iscriversi liberamente e gratuitamente in qualsiasi scuola, statale o privata che sia.

### Danimarca
In Danimarca non esistono differenze di status giuridico tra scuola statale e scuola privata. Lo Stato finanzia in egual misura tutte le scuole riconosciute. Gli studenti possono iscriversi liberamente e gratuitamente in qualsiasi scuola, statale o privata che sia.

### Germania
In Germania il diritto di istituire scuole private è espressamente previsto dall'art. 7 della Costituzione e non può essere sospeso neppure durante un eventuale stato di emergenza. I costituenti hanno così voluto prevenire nuovi provvedimenti di "allineamento" (Gleichschaltung) come quello attuato dal governo nazista nel 1935.
La Costituzione non prevede direttamente il finanziamento delle scuole private, ma lo stesso art. 7 proibisce qualsiasi forma di discriminazione o segregazione di studenti dovuta alle condizioni dei genitori; pertanto, i singoli Länder finanziano direttamente le scuole private al fine di evitare che queste, per mantenersi, debbano richiedere rette alle famiglie degli alunni. Bisogna ricordare che, nel sistema federale tedesco, il governo centrale esercita solo un'azione di controllo e di coordinamento, mentre la gestione pratica avviene a livello regionale. Gli studenti in questo modo possono iscriversi liberamente e gratuitamente in qualsiasi scuola privata, anche in una scuola religiosa che professa una religione diversa da quella dello studente stesso (ad esempio: uno studente musulmano può iscriversi liberamente e gratuitamente in una scuola cattolica, etc).

### Paesi Bassi
Nei Paesi Bassi non esistono differenze di status giuridico tra scuola statale e scuola privata. Lo Stato finanzia in egual misura tutte le scuole riconosciute. Gli studenti possono iscriversi liberamente e gratuitamente in qualsiasi scuola, statale o privata che sia.

### Regno Unito
Nel Regno Unito le scuole private sono di due tipi, ben distinti l'uno dall'altro.
Le voluntary schools (letteralmente: "scuole volontarie") sono scuole private parificate, che rispettano specifiche linee guida dettate dallo Stato e che sono da esso finanziate; rientrano in tale gruppo anche le scuole religiose. Tutti gli studenti possono iscriversi ad una qualsiasi scuola volontaria liberamente e gratuitamente.
Generalmente chiamate scuole indipendenti (independent schools) per la loro libertà di operare al di fuori dei regolamenti governativi, la seconda tipologia di scuole private è molto gradita da una significativa percentuale di genitori per il frequente raggiungimento di standard accademici superiori a quelli delle scuole statali e per le maggiori opportunità in campi quali lo sport, il teatro e la musica. Molte scuole indipendenti sono riservate ai soli ragazzi o alle sole ragazze (benché questo stia diventando sempre meno comune) ed è motivo di interesse il fatto che tali scuole tendano a mostrare risultati migliori (in particolare nei collegi femminili) per i loro allievi nelle tabelle annuali per i risultati GCSE e A Level.
Tra il 1980 e il 1997, grazie alla legge nota come Assisted Places Scheme, gli studenti che superavano l'esame di ammissione per una scuola indipendente, ma che non potevano sostenerne la retta, ricevevano un sostanzioso contributo statale, che arrivava anche al 100% della retta stessa. In questo modo, oltre 80 000 studenti provenienti da famiglie non abbienti si sono diplomati in una scuola indipendente, con un costo totale per lo Stato di circa 800 milioni di sterline. Gli studenti che hanno potuto frequentare una scuole indipendente grazie a tale provvedimento, all'esame per il diploma, hanno ottenuto voti mediamenti più alti del 25% rispetto agli studenti che hanno frequentato una scuola statale. Per quanto riguarda l'ammissione a università d'élite (Oxford, Cambridge, etc.), la percentuale di questi studenti era tre volte più alta rispetto agli studenti che hanno frequentato una scuola statale. L'Assisted Places Scheme, introdotto dal governo Thatcher nel 1980, fu abolito dal governo Blair nel 1997. Pertanto, il reddito della famiglia di provenienza è tornato ad essere il principale elemento di selezione per l'ammissione ad una scuola indipendente.
Le scuole primarie indipendenti sono chiamate scuole preparatorie (preparatory school) e, a differenza delle omonime scuole statunitensi, danno l'accesso alle scuole secondarie attraverso il Common Entrance Exam e non all'università.

### Svezia
In Svezia vige il sistema del buono scuola (skolpeng) che è gestito dai singoli comuni, non dallo Stato. Il valore di un buono scuola è pari alla media del costo base di un singolo alunno in una scuola statale calcolato sull'anno precedente. Ogni singola scuola, anche quelle private, riceve dal comune tanti buoni scuola quanti sono gli iscritti. Tutti gli studenti possono così iscriversi liberamente e gratuitamente in qualsiasi scuola, privata o statale che sia.

### Italia
La distribuzione sul territorio italiano delle scuole private è così organizzata:
|                 | Materna | Materna | Primaria | Primaria | Sec. I grado | Sec. I grado | Sec. II grado | Sec. II grado | Totale | Totale  | % su totale scuola italiana | % su totale scuola italiana |
| Anno scolastico | scuole  | alunni  | scuole   | alunni   | scuole       | alunni       | scuole        | alunni        | scuole | alunni  | scuole                      | alunni                      |
| --------------- | ------- | ------- | -------- | -------- | ------------ | ------------ | ------------- | ------------- | ------ | ------- | --------------------------- | --------------------------- |
| 2001/02         | -       | -       | -        | -        | -            | -            | -             | -             | -      | -       | - (su 58 066)               | - (su 8 747 492)            |
| 2002/03         | -       | -       | -        | -        | -            | -            | -             | -             | -      | -       | - (su 58 103)               | - (su 8 804 292)            |
| 2003/04         | 8 336   | 467 131 | 1 676    | 192 734  | 682          | 64 426       | 1 468         | 129 435       | 12 162 | 853 726 | 21,0% (su 57 837)           | 9,65% (su 8 851 235)        |
| 2004/05         | 8 396   | 492 387 | 1 647    | 193 024  | 682          | 65 403       | 1 446         | 125 719       | 12 171 | 876 533 | 21,1% (su 57 707)           | 9,88% (su 8 872 546)        |
| 2005/06         | 8 394   | 498 073 | 1 571    | 190 327  | 675          | 65 816       | 1 399         | 130 095       | 12 039 | 884 311 | 20,9% (su 57 514)           | 9,93% (su 8 908 336)        |
| 2006/07         | 8 810   | 521 258 | 1 606    | 196 776  | 673          | 66 627       | 1 443         | 135 553       | 12 532 | 920 214 | 21,76% (su 57 579)          | 10,30% (su 8 938 005)       |

I dati, sostanzialmente stabili negli ultimi anni con un lieve aumento del numero complessivo degli alunni, mostrano che circa uno studente italiano su dieci frequenta una scuola privata, mentre queste rappresentano circa un quinto delle scuole italiane.
La gran parte delle istituzioni scolastiche non amministrate dallo Stato è cattolica (vedi Scuola cattolica). Nell'anno scolastico 2008/2009 le scuole cattoliche erano 7 116, per cui è da ritenersi che costituiscano circa il 57% del totale delle scuole private. Le scuole cattoliche sono in progressiva riduzione, essendo calate da 11 121 nel 1991 a 8 472 nel 2004, fino a 7 116 nel 2008.
Il rapporto tra gli alunni delle scuole private cattoliche e quelli delle scuole private laiche è altalenante. Erano il 67,41% nel 1996, il 48,53% nel 2004 e sono risaliti al 51,09% nel 2006.
| Scuole cattoliche in Italia |        |       |       |
| Anno                        | 1991   | 2004  | 2008  |
| Scuole                      | 11 121 | 8 472 | 7 116 |

### Finanziamenti alla scuola privata in Italia
Le scuole non statali ricevono oggi denaro pubblico sotto forma di:
- sussidi diretti, per la gestione di scuole dell'infanzia e primarie (ex parificate);
- finanziamenti di progetti finalizzati all'elevazione di qualità ed efficacia delle offerte formative di scuole medie e superiori;
- contributi alle famiglie dell'importo massimo di € 300,00 denominati "buoni scuola" e disponibili solo per la scuola dell'obbligo.

Si precisa che l'Art. 33 della Costituzione italiana, al 3° comma, dispone che:
[...]
Enti e privati hanno il diritto di istituire scuole ed istituti di educazione, senza oneri per lo Stato.
[...]
Ma dice anche che:
[...] "La legge, nel fissare i diritti e gli obblighi delle scuole non statali che chiedono la parità, deve assicurare ad esse piena libertà e ai loro alunni un trattamento scolastico equipollente a quello degli alunni di scuole statali."
[...]

#### Sussidi diretti
Il DM 261/98 ed il DM 279/99 (Ministro della Pubblica Istruzione Luigi Berlinguer, Democratici di Sinistra) e il testo unico “concessione di contributi alle scuole secondarie legalmente riconosciute e pareggiate” che li converte in legge, costituiscono il presupposto per la successiva sistematica e regolare concessione di finanziamenti alle scuole private.
Il governo D’Alema bis con la legge 62/2000 sancisce l'entrata a pieno titolo nel sistema di istruzione nazionale delle scuole private, che pertanto devono essere trattate “alla pari” anche sul piano economico. La legge prevede anche:
- l'applicazione anche alle scuole paritarie del trattamento fiscale riservato agli enti senza fini di lucro;
- l'istituzione di fatto dei buoni scuola statali (stanziamento di 300 miliardi di lire a decorrere dal 2001);
- l'aumento di 60 miliardi di lire dello stanziamento per i contributi per il mantenimento di scuole elementari parificate;
- l'aumento di 280 miliardi di lire dello stanziamento per le spese di partecipazione alla realizzazione del sistema prescolastico integrato;
- lo stanziamento di un fondo di 7 miliardi di lire per favorire l'inserimento dei disabili nelle scuole private e la costruzione delle strutture necessarie.

Il governo Berlusconi, ministro Letizia Moratti, con il DM 27/2005 apporta alla Legge 62/2000 le seguenti modifiche:
- non si parla più di “concessione di contributi”, ma di “partecipazione alle spese delle scuole secondarie paritarie”;
- è abbassata la soglia di alunni per classe (da 10 a 8) per l'accesso ai contributi;
- vengono innalzati i livelli massimi dei contributi (12 000 euro per una scuola media inferiore, 18 000 per una scuola media superiore);
- sono più che raddoppiati i finanziamenti per i progetti formativi (da circa 6 milioni di euro ad oltre 13 milioni).

Nel 2005 l'ammontare dei contributi alle scuole non statali è di circa 500 milioni di euro (si veda la circolare ministeriale 38/2005).

#### Buoni scuola
I buoni scuola vengono istituiti nel 2000 dal Governo di centro-sinistra con la Legge 62/2000 sulla parità scolastica con un piano straordinario di finanziamento, attuato poi dal governo di centro-destra con la Legge 289/2002 che prevede un tetto di 30 milioni di euro per il triennio 2003-2005.
La finanziaria del 2004 del governo Berlusconi, ministro Letizia Moratti, aumenta il tetto per il 2005 a 50 milioni di euro con accesso ai buoni per tutte le famiglie che entrano in graduatoria in base al limite di reddito. La legge sulla parità non prevede alcuna incompatibilità dei buoni statali con eventuali buoni regionali (previsti poi da Veneto, Emilia-Romagna, Friuli, Lombardia, Liguria, Toscana, Sicilia, Piemonte), per cui buoni statali e regionali risultano cumulabili.
In Lombardia il sistema del buono scuola è stato introdotto da Roberto Formigoni nel 2000: un finanziamento alle famiglie volto a sostenere il pagamento delle rette scolastiche e a garantire la libertà d'educazione, che secondo i suoi critici ha beneficiato all'80% gli alunni delle scuole private (9% del totale della popolazione scolastica), senza criteri di merito o di reddito, per un totale di 400 milioni di euro tra 2001 e 2009. Secondo altri, la misura si è rivelata inoltre inefficace nel favorire le scuole private, che non sono aumentate in numero né in alunni, e non ha favorito la qualità della formazione degli studenti lombardi, che nelle indagini OCSE PISA (2003 e 2006) sono scesi in classifica, ma ha costituito un semplice trasferimento di fondi dalla Regione alle famiglie degli studenti delle scuole private.
Nel Veneto l'abolizione del buono-scuola fu oggetto del referendum regionale abrogativo del 2002, ma esso non superò il quorum.

### Tesi contrarie al sostegno alla scuola privata

#### Presunta incostituzionalità dei finanziamenti
L'art. 33 della Costituzione della Repubblica Italiana stabilisce che «Enti e privati hanno il diritto di istituire scuole ed istituti di educazione, senza oneri per lo Stato.», per questo i costi dovrebbero essere sostenuti unicamente dagli studenti attraverso le rette scolastiche; i buoni scuola, nel complesso, costituiscono una spesa per lo Stato e i finanziamenti diretti contraddicono la lettera dell'articolo.
D'altra parte, secondo l'art. 34 della Costituzione, «La scuola è aperta a tutti», cosa che non è vera per le scuole private, nelle quali i dirigenti possono decidere se accettare o meno un'iscrizione; «I capaci e meritevoli, anche se privi di mezzi, hanno diritto di raggiungere i gradi più alti degli studi» e questo viene reso loro possibile grazie alla gratuità di gran parte del percorso scolastico statale; inoltre, «La Repubblica rende effettivo questo diritto con borse di studio, assegni alle famiglie e altre provvidenze, che devono essere attribuite per concorso» e che devono poter coprire tutte le esigenze degli studenti, senza essere assorbite da rette scolastiche per le scuole private, visto che gli studenti meritevoli dovrebbero poter studiare senza necessità di lavorare anche quando la famiglia non fosse in grado di mantenerli.

#### Scarsi finanziamenti statali alla scuola pubblica
I contrari al finanziamento alle scuole private puntano l'indice anche sugli scarsi finanziamenti statali alla scuola pubblica.
Nello studio “Education at a glance 2011” l'Ocse afferma che, nel 2008, l'Italia ha speso il 4,8% del PIL per l'istruzione, ovvero 1,3 punti percentuali in meno rispetto al totale OCSE del 6,1% (posizionandosi al ventinovesimo posto su trentaquattro Paesi) (Tabella B2.1).
Inoltre, tra il 2000 e il 2008, la spesa sostenuta dagli istituti d'istruzione per studente è aumentata solo del 6% (rispetto alla media OCSE del 34%). Si tratta del secondo incremento più basso tra i trenta Paesi considerati (Tabella B1.5).
Diversamente da altri Paesi membri dell'OCSE, la spesa per studente non aumenta notevolmente in base al livello d'istruzione: in Italia la spesa passa da 8 200 dollari al livello pre-primario a 9 600 dollari al livello terziario, rispetto all'aumento medio nell'area OCSE da 6 200 dollari al livello pre-primario a 13 700 dollari al livello terziario.
Gli insegnanti delle scuole secondarie inferiori raggiungono, in media nei Paesi OCSE, il livello più alto della loro fascia retributiva dopo ventiquattro anni di servizio, mentre in Italia questo avviene solo dopo trentacinque anni di servizio (Tabella D3.1).
Nei Paesi OCSE, tra il 2000 e il 2009, gli stipendi degli insegnanti sono aumentati in media del 7%, in termini reali, mentre in Italia sono leggermente diminuiti (-1%)(Tabella D3.3).

#### Scuola pubblica e scuola privata in Italia secondo l'Ocse
I sostenitori della scuola pubblica italiana ribadiscono l'alto livello di quest'ultima nei confronti di quella privata. Infatti, sempre l'Ocse conferma che la performance di lettura tra studenti quindicenni della scuola privata e della scuola pubblica propende nettamente a favore della scuola pubblica. Il divario a favore della scuola pubblica è il più alto rispetto agli altri Paesi considerati dall'Ocse. Infatti, l'Ocse scrive che: “In Ungheria, Indonesia, Italia, Giappone, Messico, Nuova Zelanda e nel Regno Unito le differenze nelle prestazioni, corrette per i fattori socioeconomici dell'ambiente di provenienza sia degli studenti che delle scuole, pendono in grado statisticamente significativo a favore delle scuole pubbliche" (Chart C1.3).
Inoltre, i sostenitori della scuola pubblica ribadiscono il miglior clima disciplinare nelle scuole italiane pubbliche rispetto a quelle private. Infatti - sempre per l'Ocse - il clima disciplinare nelle scuole pubbliche italiane è migliore.

#### Diffusione del lavoro sommerso nell'istruzione privata
L'Istat ha calcolato che nel 2008 i dipendenti irregolari nel settore dell'istruzione privata erano 17 200 mentre nel 2009 si è passati a 19 000 (+10,5%).

#### Opinioni contrarie alla scuola privata
Secondo Daniele Checchi (ordinario di economia del lavoro all'Università Statale di Milano) e Tullio Jappelli (professore di economia politica presso l'Università di Napoli Federico II), non esistono ragioni di efficienza che suggeriscono di investire nella scuola privata.
Anche Massimo Giannini (professore ordinario di economia politica dell'Università Tor Vergata e membro del Centro di Ricerca Interuniversitario sullo Stato sociale) ritiene che la scuola privata sia un sistema in cui i meritevoli rischiano di essere esclusi dall'istruzione, provocando una perdita di efficienza per l'intera economia.
Inoltre, Giannini ritiene che - in un sistema in cui lo Stato finanzia la scuola privata, determina la programmazione scolastica, vigila sulla qualità del servizio offerto dalle scuole private - i costi amministrativi e burocratici per l'intera economia potrebbero superare gli eventuali vantaggi.

### Tesi a favore di una maggiore liberalizzazione della scuola

#### Costituzionalità dei finanziamenti
L'articolo 33 della Costituzione della Repubblica Italiana dà il diritto "ad Enti e privati di istituire scuole ed istituti di educazione senza oneri per lo Stato", il fatto che i finanziamenti vengano dati a scuole gestite da privati, non costituisce violazione del suddetto articolo della Costituzione nel momento in cui anch'esse sono paritarie e pubbliche (aperte a tutti), come viene ricordato all'art 3 della legge 62/2000.
Il finanziamento alla scuola privata viene introdotto dal Disegno di Legge n. 2741 presentato dal governo Prodi il 5 agosto 1997. Nell'art. 1 si riconosce "... il valore e il carattere di servizio pubblico sulle iniziative di istruzione e formazione, promosse da enti e privati ..." e si permettono stanziamenti a favore delle famiglie degli alunni che frequentano queste scuole private che perciò vengono dette paritarie. Tuttavia "... Le somme destinate agli alunni delle scuole paritarie sono accreditate presso le scuole stesse, che attestano la frequenza degli alunni ..." (art. 3, 3).
I buoni scuola servono a garantire l'articolo 34 della Costituzione secondo il quale "La scuola è aperta a tutti.
L'istruzione inferiore, impartita per almeno otto anni, è obbligatoria e gratuita.
I capaci e meritevoli, anche se privi di mezzi, hanno diritto di raggiungere i gradi più alti degli studi (i gradi successivi alla scuola dell'obbligo). inoltre "La Repubblica rende effettivo questo diritto con borse di studio, assegni alle famiglie ed altre provvidenze, che devono essere attribuite per concorso".
L'articolo 34 è un'applicazione al caso specifico della scuola dell'articolo 3 della costituzione che indica il più generico diritto all'uguaglianza e il dovere dello Stato di rimuovere gli ostacoli che limitano di fatto la libertà e l'uguaglianza dei cittadini, impedendo il pieno sviluppo della persona umana e l'effettiva partecipazione di tutti i lavoratori all'organizzazione politica, economica e sociale del Paese.

## Oceania

### Australia
In Australia esistono due tipologie di scuola: quella governativa (pubblica o statale) e quella privata (indipendente o cattolica). I genitori mandano i propri figli in queste ultime per due motivi: per il prestigio e per una maggior possibilità di usufruire di laboratori e strumentazioni costose. Molte scuole private australiane sono finanziate in buona parte dal Governo, mentre non tutte le scuole pubbliche sono accessibili gratuitamente.
Generalmente, le scuole private sono indirizzate verso lo sport. Le GPS School nel Nuovo Galles del Sud e nel Queensland vennero create allo scopo di promuovere determinati sport considerati "elitari". Molti istituti privati australiani sono soggetti a norme d'abbigliamento che obbligano l'utilizzo delle uniformi per entrambi i sessi.
L'esborso per la frequentazione di scuole private, va da moderato nelle scuole indipendenti, a molto oneroso per le più grandi scuole private cattoliche. Molte delle più prestigiose scuole anche prendono gli studenti chi vivono nel campus come comunità agricole possono essere svantaggiati da lunghe distanze alle città in Australia.